# Brachymyrmex pictus
Brachymyrmex pictus é uma espécie de inseto do gênero Brachymyrmex, pertencente à família Formicidae.